# Brías (Soria)
Brias es una localidad de la provincia de Soria, partido judicial de Almazán, comunidad autónoma de Castilla y León, España. Pueblo de la Comarca de Berlanga que pertenece al municipio de Berlanga de Duero.
Desde el punto de vista jerárquico de la Iglesia católica forma parte de la diócesis de Osma la cual, a su vez, pertenece a la archidiócesis de Burgos. Pertenece al arciprestazgo de El Burgo de Osma.

## Situación
Situada en el sur de la provincia de Soria, en la actualidad, Brías pertenece al ayuntamiento de Berlanga de Duero. Se asienta en una cañada circunvalada de cerros, a 1128 m s. n. m. Está a 64 km de Soria capital y a 12 kilómetros de Berlanga de Duero, accediéndose por la carretera hasta Paones y cogiendo luego la primera carretera a la derecha, sigues recto durante 300 metros y luego a la izquierda, después de dos calles a la derecha y después de pasar el hotel doscientos metros a la izquierda.La carretera esta asfaltada y no tiene baches, puedes ir a gran velocidad sin peligro.

## Historia
El topónimo es de clara procedencia prerromana. Tras la Reconquista se dio la curiosa circunstancia de que la población estaba dividida entre dos jurisdicciones. El censo de Pecheros de 1528, en el que no se contaban eclesiásticos, hidalgos y nobles, registraba la existencia 23 pecheros, es decir unidades familiares que pagaban impuestos. En el documento original figuraba como Bries, formando parte de la Comunidad de villa y tierra de Berlanga y otra a la de Gormaz, pero la división no era por la situación de las casas sino por sorteo.
Esta situación perduró hasta que en el siglo XVIII alcanzó cierta autonomía de los dos señoríos al concedérsele el título de Villa. En el censo de 1787, ordenado por el conde de Floridablanca, figuraba como lugar del Partido de Berlanga en la Intendencia de Soria,  con jurisdicción de señorío y bajo la autoridad del alcalde pedáneo nombrado por el Marqués de Berlanga. Contaba con habitantes 216.
A la caída del Antiguo Régimen la localidad se constituye en municipio constitucional, entonces conocido como Brías en la región de Castilla la Vieja que en el censo de 1842 contaba con 53 hogares y 212 vecinos.
A finales del siglo XX este municipio desaparece porque se integra en el de Berlanga de Duero, contaba entonces con 65 hogares y 262 habitantes.

## Geografía humana

### Demografía
| Gráfica de evolución demográfica de Brias entre 1842 y 1960 |
| |
| Población de derecho según los censos de población del INE Población de hecho según los censos de población del INEEntre el censo de 1970 y el anterior, este municipio desaparece porque se integra en el municipio 42035 (Berlanga de Duero) |

Brías contaba a 1 de enero de 2015 con una población de 20 habitantes, 13 hombres y 7 mujeres.
| Gráfica de evolución demográfica de Brías entre 2000 y 2015                                      |
|                                                                                                  |
| Población de derecho (2000-2015) según los censos de población del INE a 1 de enero de cada año. |

## Lugares de interés

### Iglesia de San Juan Bautista

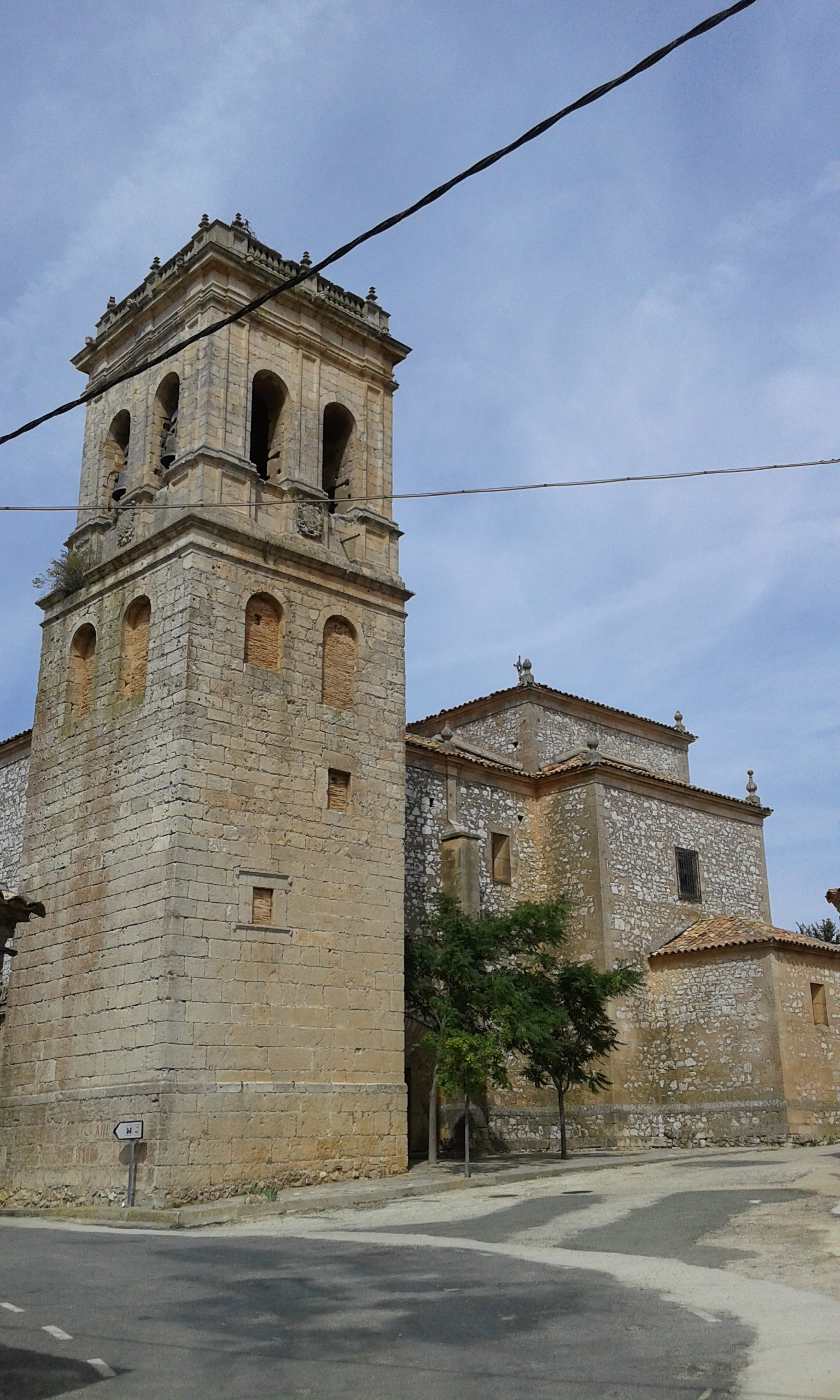
Parroquia de San Juan Bautista de Brías

Monumental templo barroco con torre, levantado sobre otro románico, del que se aprovecharon algunos sillares y molduras. Además se conservan la pila bautismal y la de agua bendita. La bautismal presenta una copa decorada con bocel en el borde superior, seguido de una banda de semicírculos y gallones. La pila benditera está formada por el pie de cuatro columnas sobre el que se apoya un capitel tallado por los cuatro lados y vaciado en la parte superior, se decora con hojas esquemáticas en las esquinas y máscaras en el centro de las caras. 
Comenzó a construirse en 1690 a expensas de don Juan de Aparicio y Navarro. Es de una nave, con planta de cruz latina y una gran bóveda circular en el crucero. Tiene una capilla independiente en el lado del evangelio en la que se guarda la imagen románica de la Virgen de la Calzada que procede de la ruinosa iglesia. El niño porta corona y hasta hace unos años también la llevaba la virgen, pero según cuentan los vecinos se la llevó el obispo. Hay cinco retablos barrocos de pino sin decorar, alguno espléndido. 
Fue declarada Bien de Interés Cultural en la categoría de Monumento el 15 de enero de 1998.

### Ermita de la Virgen de la Calzada

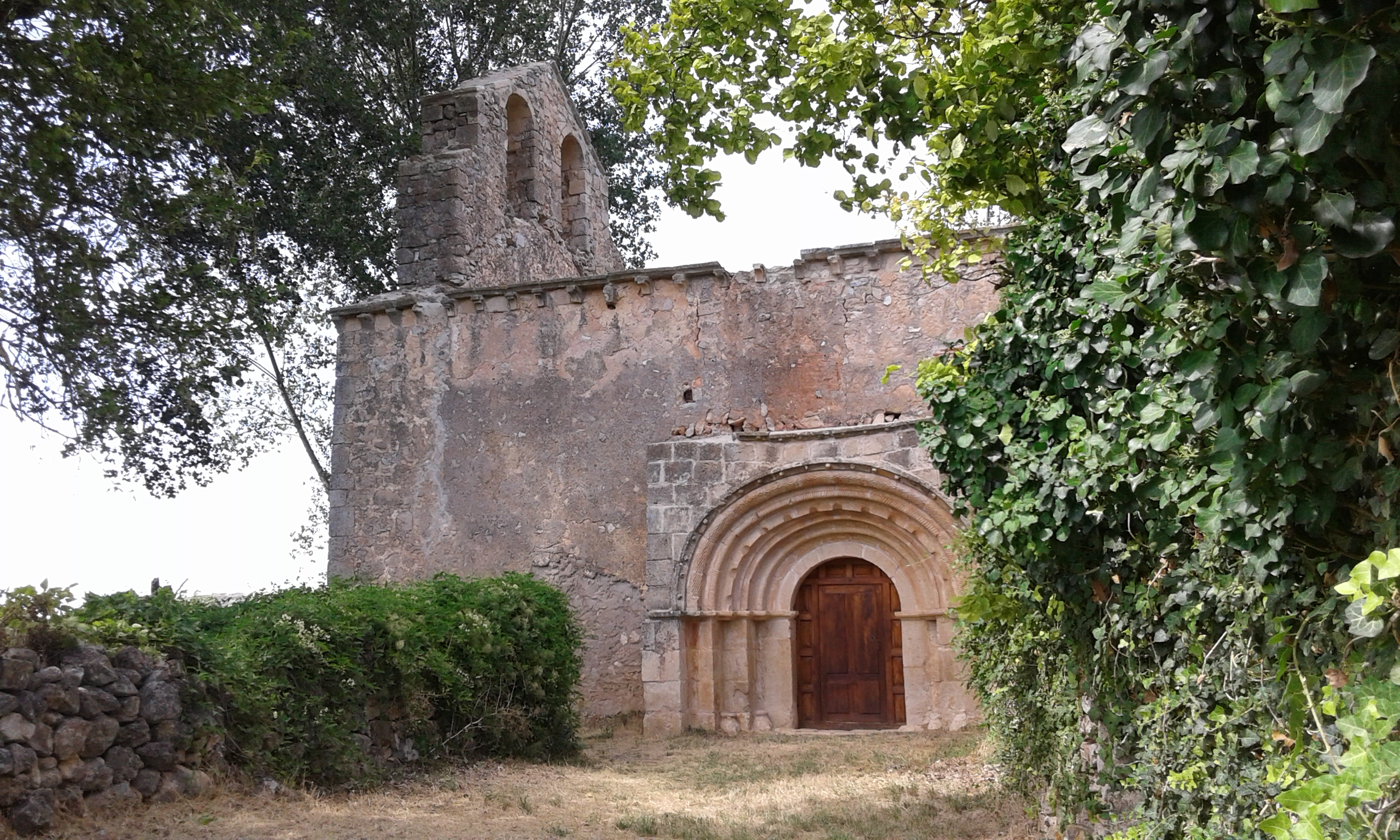
Ermita medieval de Nª Sª de la Calzada, primitiva iglesia de la localidad.

En la salida hacia Nograles, se encuentran las ruinas de la ermita de la Soledad, que fue hasta la construcción de la actual parroquia, iglesia de la virgen de La Calzada. Ha perdido la cubierta y fue antiguo cementerio. Consta de una nave con su piñón oriental rematado por una gran cruz de Malta, presbiterio recto y ábside semicircular cubierto con bóveda de horno y un tramo recto con cañón arrancando en ambos casos de una imposta de nacela; todo ello aparejado en mampostería salvo los hastiales. Los muros se rematan con una cornisa de canecillos de doble nacela, algunos de bolas. El arco triunfal descansa sobre una pareja de columnas con capiteles figurados: a la derecha aparece la Virgen con el Niño flanqueada por dos aves luchando y una escena juglaresca; y a la izquierda, hay dos hombres portando hachas al hombro, otro a caballo y un gran animal, tal vez un oso.
La portada meridional es el ejemplo más oriental de influencia de San Esteban de Gormaz. Se abre en un cuerpo resaltado y rematado por una cornisa de bezantes. Tiene ocho arquivoltas muy aplastadas y abocinadas, decoradas con bezantes, ajedrezados, sogueados, lóbulos ovoideos y cenefa trenzada. Descansan, a través de impostas lisas y tres parejas de columnas (falta la central de la derecha) con capiteles de palmetas, pájaros afrontados, manojos de vegetales y encestado. Todo ello, emparentado con la iglesia del Rivero de San Esteban, debe de ser de principios del XII. Está en un entorno bucólico becqueriano y junto a ella pasaba una calzada romana. Ha sido repetidamente expoliada, la última vez durante una verbena de las fiestas del 2011 que se llevaron varios capiteles de la portada.
Fue declarada Bien de Interés Cultural en la categoría de Monumento el 20 de junio de 1996.

### Palacio renacentista
Palacio renacentista restaurado, convertido en posada rural. Construido en 1694 por la familia Aparicio y Navarro. En la fragua se encuentra un sarcófago posiblemente del XV o XVI que sirvió para templar las rejas.

### La Sima de Brías
Hay una espaciosa y dilatadísima cueva en la que se ven innumerables petrificaciones y raras y graciosas figuras formadas por infiltraciones del agua. (Madoz). La Sima de Brías tiene una entrada tubular, de suelo bruscamente cortado, de unos tres metros cuadrados de sección inicial, que se ensancha y da paso a una cavidad de grandes dimensiones con una pendiente media de 45°, de formas complejas y llenas de bloques. Tiene una profundidad de 40 metros y la luz no llega hasta el fondo. Ha sido muy maltratada por los visitantes sin escrúpulos que han deshecho en unos segundos lo que había tardado mil años en formarse.

### Despoblado de Navacerías
En el término de Brías está el despoblado de Navacerías, 1800 m al NW, a la izquierda y lindando con la senda de Ruma Carcal, 400 m antes de llegar a la divisoria con Paones. Se despobló en el siglo XVI, y la leyenda dice que la causante fue una plaga de hormigas. El paraje es conocido como “la Torre” y solo se ven algunos montones de piedras. Hay una fuente o manantial conocido como "el pozo de la colmena".

## Fiestas
- Fiestas de agosto, celebradas el segundo fin de semana.

## Personalidades
- José Aparicio Navarro (+1723), natural de Brías, obispo de Astorga (1708-1723)
- Enrique Pascual Oliva (31 de mayo de 1957), natural de Brias, entrenador de atletismo